# Гунтерсблум
Гунтерсблум (њем. Guntersblum) општина је у њемачкој савезној држави Рајна-Палатинат. Једно је од 66 општинских средишта округа Мајнц-Бинген. Према процјени из 2010. у општини је живјело 3.776 становника. Посједује регионалну шифру (AGS) 7339024.

## Географски и демографски подаци
Гунтерсблум се налази у савезној држави Рајна-Палатинат у округу Мајнц-Бинген. Општина се налази на надморској висини од 89 метара. Површина општине износи 16,7 km². У самом мјесту је, према процјени из 2010. године, живјело 3.776 становника. Просјечна густина становништва износи 226 становника/km².